# Tungkulrejo
Tungkulrejo is een bestuurslaag in het regentschap Ngawi van de provincie Oost-Java, Indonesië. Tungkulrejo telt 1990 inwoners (volkstelling 2010).